# Національна філармонія України

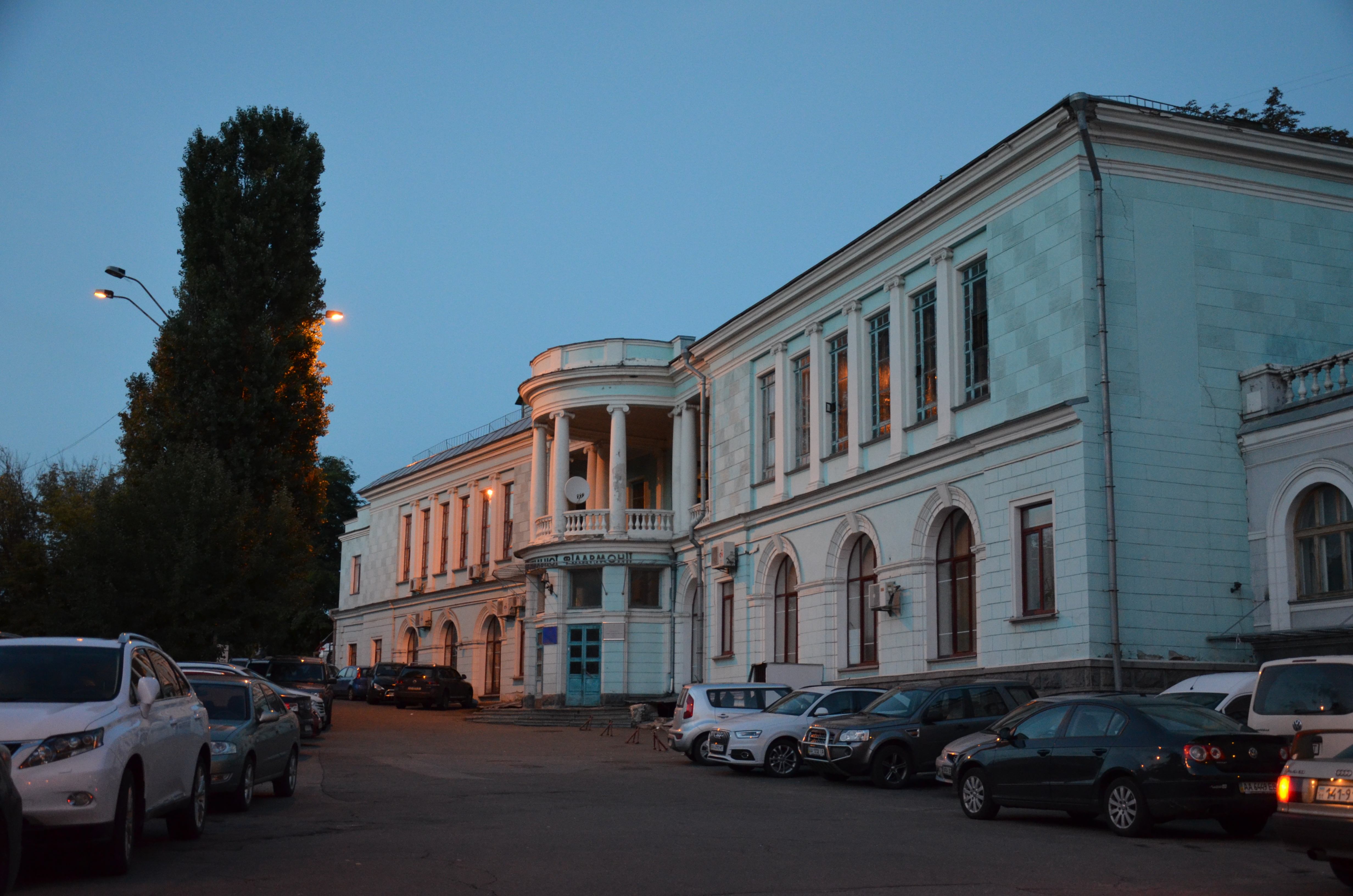
Національна філармонія України, корпус, в якому розташовано малий зал

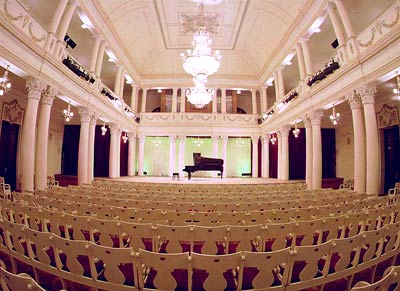
Колонний зал ім. М.Лисенка

Націона́льна філармо́нія Украї́ни — концертна організація, розташована в Києві.
Купецький клуб, палац піонерів, німецький клуб — назви будинку, в якому нині знаходиться Національна філармонія України, яка була побудована за проєктом відомого в Києві архітектора, академіка архітектури Володимира Ніколаєва. Тривала історія будівлі насичена різними подіями та пов'язана з іменами всесвітньо-відомих особистостей: Ф. Ліст, Г. Нейгауз, Р. Пфеніг, М. Лисенко, С. Рахманінов, Р. Глієр, Ф. Шаляпін, Н. Рахлін та інші. Головна зала філармонії (колонна зала) понад 60 років носить ім'я видатного українського композитора, піаніста, вихователя, етнографа, фольклориста Миколи Віталійовича Лисенка. З 1996 року, після реконструкції, Колонна зала приймає своїх гостей і продовжує підтримувати славу найкращого концертного майданчика України з неперевершеною акустикою.

## Дорадянський період
Відлік концертних сезонів Національна філармонія веде з 1863 року, коли було засновано Київське відділення Імператорського російського музичного товариства. У цей час музичне життя Києва бурхливо розвивається — на Київські контрактові ярмарки приїздять з концертами відомі європейські музиканти: Ференц Ліст, брати Венявські та інші. Серед організаторів були такі відомі на той час громадські діячі і музиканти, як Р. Пфеніг, М. Лисенко, П. Селецький, М. Богданов.
У 1882 році Російське музичне товариство отримує новий концертний майданчик — щойно збудований за проєктом В. М. Ніколаєва Будинок купецького зібрання, відомий нині як Колонна зала імені М. В. Лисенка.
У цьому будинку відбувалися бали-маскаради, сімейні свята, благодійні лотереї, літературні й музичні вечори, а у 1890-ті роки ранки камерної музики, організовані цим товариством. Через кілька років після будівництва Купецького зібрання академік архітектури В. Ніколаєв став одним із членів Директорату Київського музичного товариства.
Яскраві сторінки у філармонічну діяльність Києва вписав Микола Віталійович Лисенко. У 1850-ті роки XIX століття він був одним із організаторів гуртка «Філармонічне товариство». Проте члени РМТ не схвалювали національної орієнтації М. Лисенка, через що він шукав підтримку в інших колах. Ним були створені такі організації, як Літературно-артистичне товариство, Філармонічне товариство «Баян», Київський Український клуб. У 1903 році у залі Купецького зібрання відбулося святкування ювілею М. Лисенка.
Філармонічна діяльність продовжувалася і в роки Громадянської та Першої світової війни. Тоді виконувалися твори М. Мусоргського, К. Дебюссі, К. Сен-Санса, інших композиторів. У 1914 році в Києві Симфонічний оркестр Імператорського Російського Музичного Товариства під керуванням Р. Глієра виконав антракт до четвертої дії опери М. Лисенка «Тарас Бульба». За ці два десятиліття на гастролях побували С. Рахманінов, О. Скрябін, А. Нежданова, Л. Собінов, Ф. Шаляпін та інші.
6 (19), 7 (20) та 8 (21) квітня 1917 року у великій залі відбувся Всеукраїнський національний конгрес — перший вияв українського руху на теренах України, на якому, зокрема, Українська Центральна Рада з київської організації з національним нахилом перетворилася на загальноукраїнський законний орган влади.

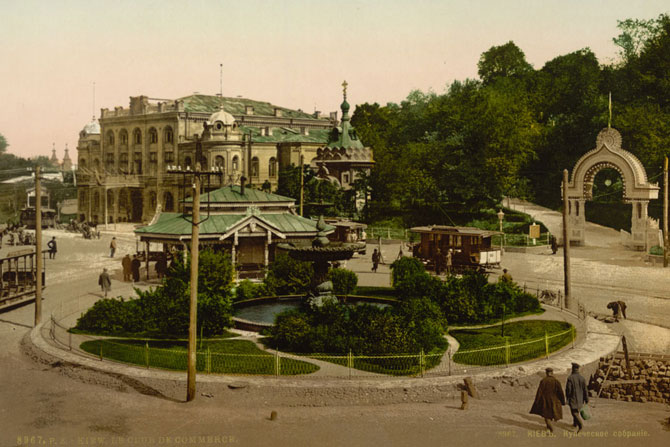
Краєвид Царської (нині Європейської) площі до реконструкції
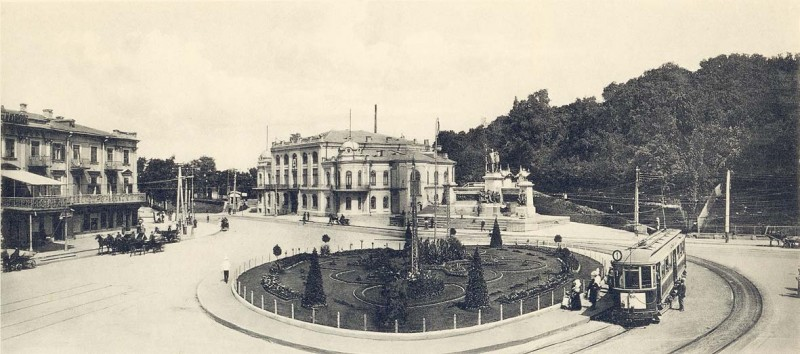
Краєвид Царської (нині Європейської) площі з пам'ятником Олександру II
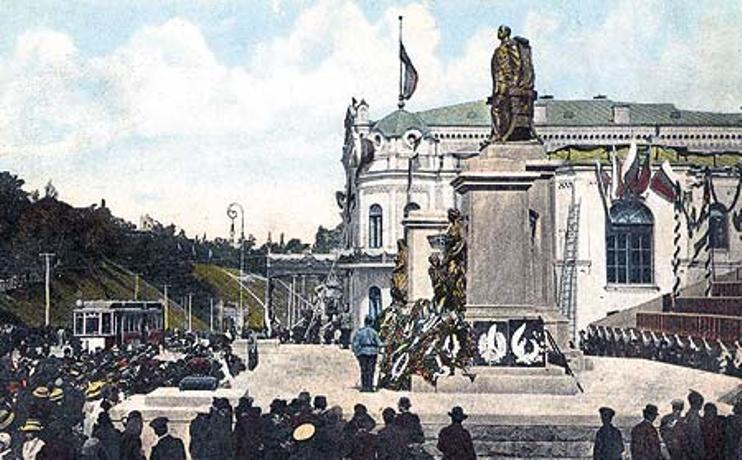
Фотокартка урочистої церемонії відкриття. На задньому плані — Купецьке зібрання
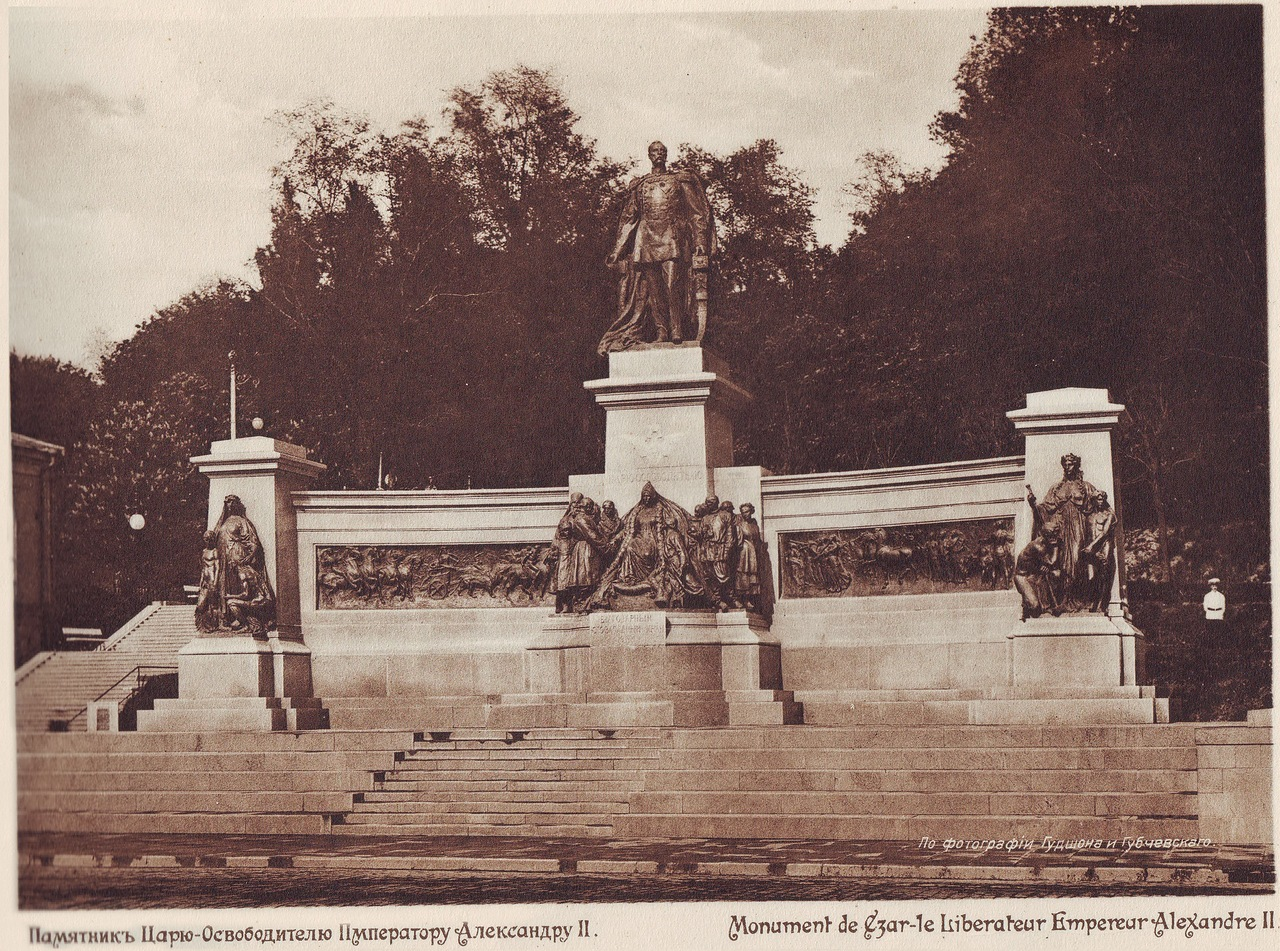
Пам'ятник Олександру II біля купецького зібрання, 1910-ті
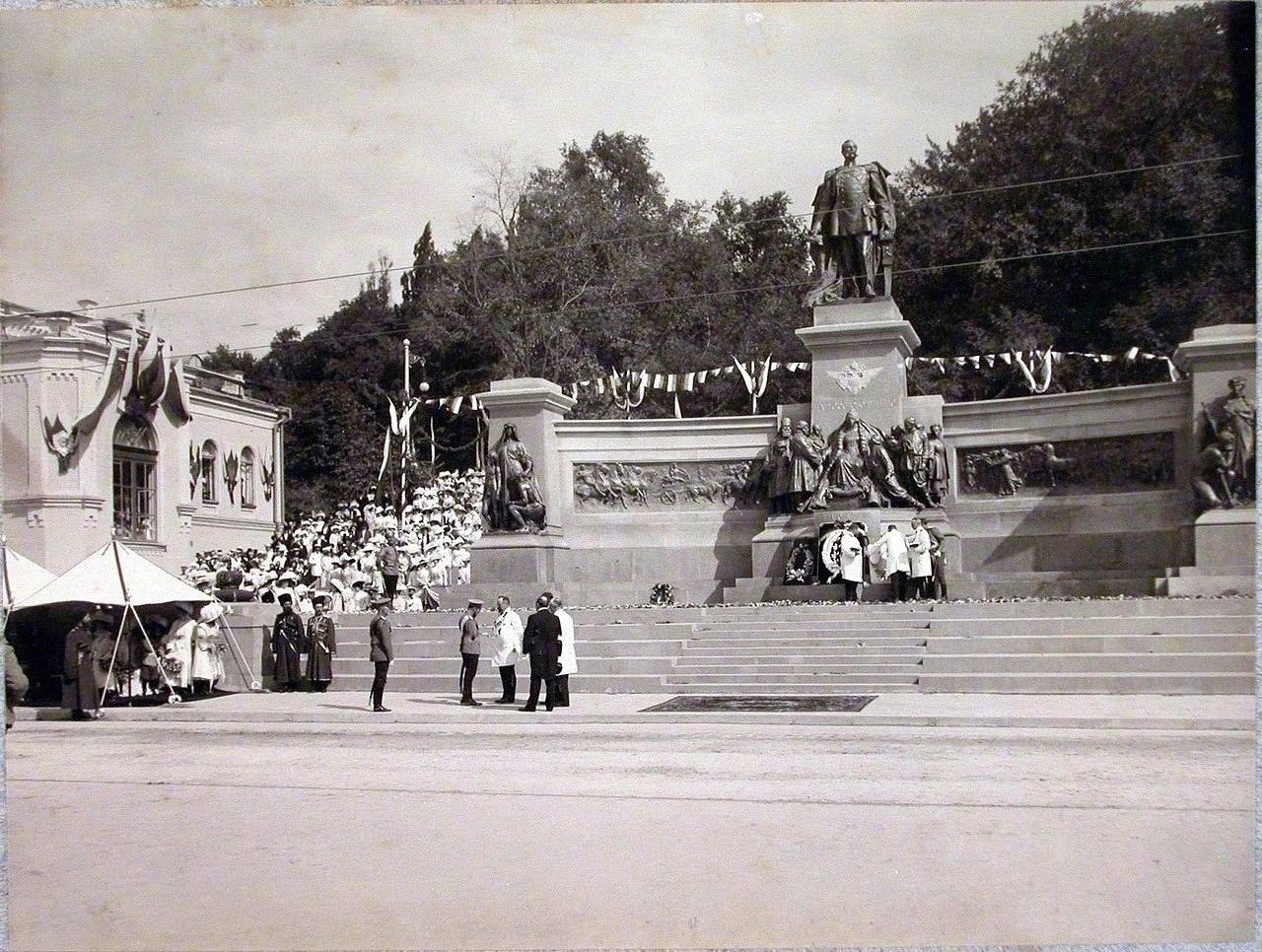
Пам'ятник Олександру II біля купецького зібрання, 1910-ті
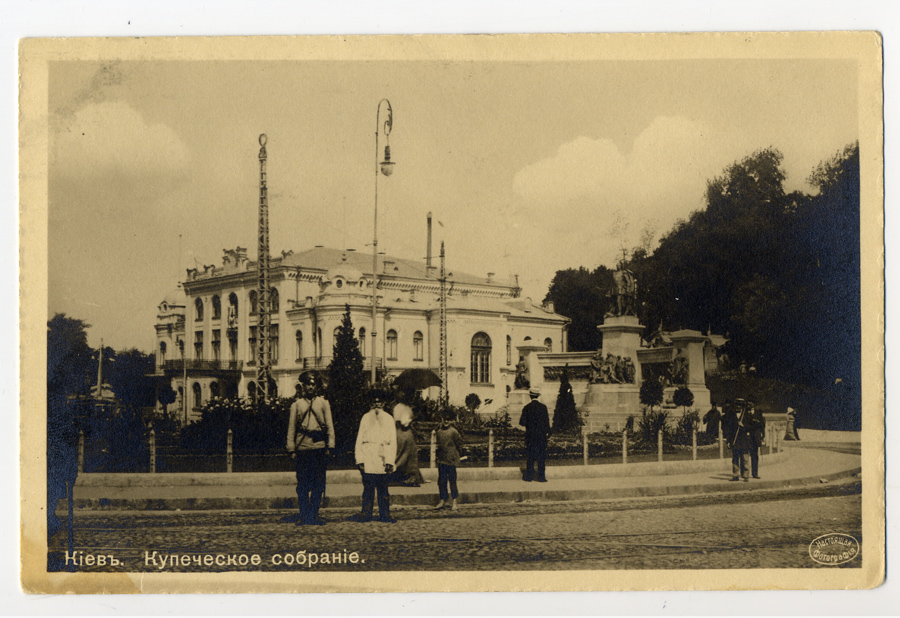

## Радянські часи
Купецьке зібрання проіснувало до 1919. Потім у його приміщенні розташувався Пролетарський будинок мистецтв. Пізніше — Будинок політичної освіти, потім клуб «Більшовик». А в 1930-ті роки — Палац піонерів і жовтенят.
З 1927 по 1934 роки Державна філармонія працювала у Харкові, що був у ті роки столицею УРСР. У 1934 році Державна філармонія повертається до Києва. Концерти і музично-лекторійна робота проходили в різних залах і робочих клубах. У 1937 році при Держфілармонії під керуванням Натана Григоровича Рахліна став працювати  Державний симфонічний оркестр.
На початку війни у 1941 році  діяльність Київської державної філармонії припинили, а безцінні архіви спалили за наказом «згори». Під час окупації Києва в будинку колишнього Купецького зібрання розташувався німецький офіцерський клуб. Цей будинок, один із небагатьох, уцілів поблизу зруйнованого Хрещатика.
За генеральним планом повоєнної відбудови Хрещатика і після ретельного обстеження будинку колишнього Купецького зібрання ця історична споруда призначалася під знесення, оскільки перебувала в аварійному стані. Але будинок не стали руйнувати. Адже кращого приміщення з чудовою акустикою для філармонії годі було й шукати у напівзруйнованому місті. Київська філармонія розпочала тут свою роботу вже у 1944 році.
У 1962 році на відзнаку 120-річчя від дня народження і 50-річчя від дня смерті М. Лисенка Колонній залі Київської Державної філармонії присвоєно його ім'я. До 100-річчя з дня побудови Купецького зібрання цьому будинку надано статус пам'ятки архітектури.
У 1980-ті роки філармонія пережила кілька аварій. Були затоплені підвали, через що загинули архіви й одна з найкращих нотних бібліотек у Києві.

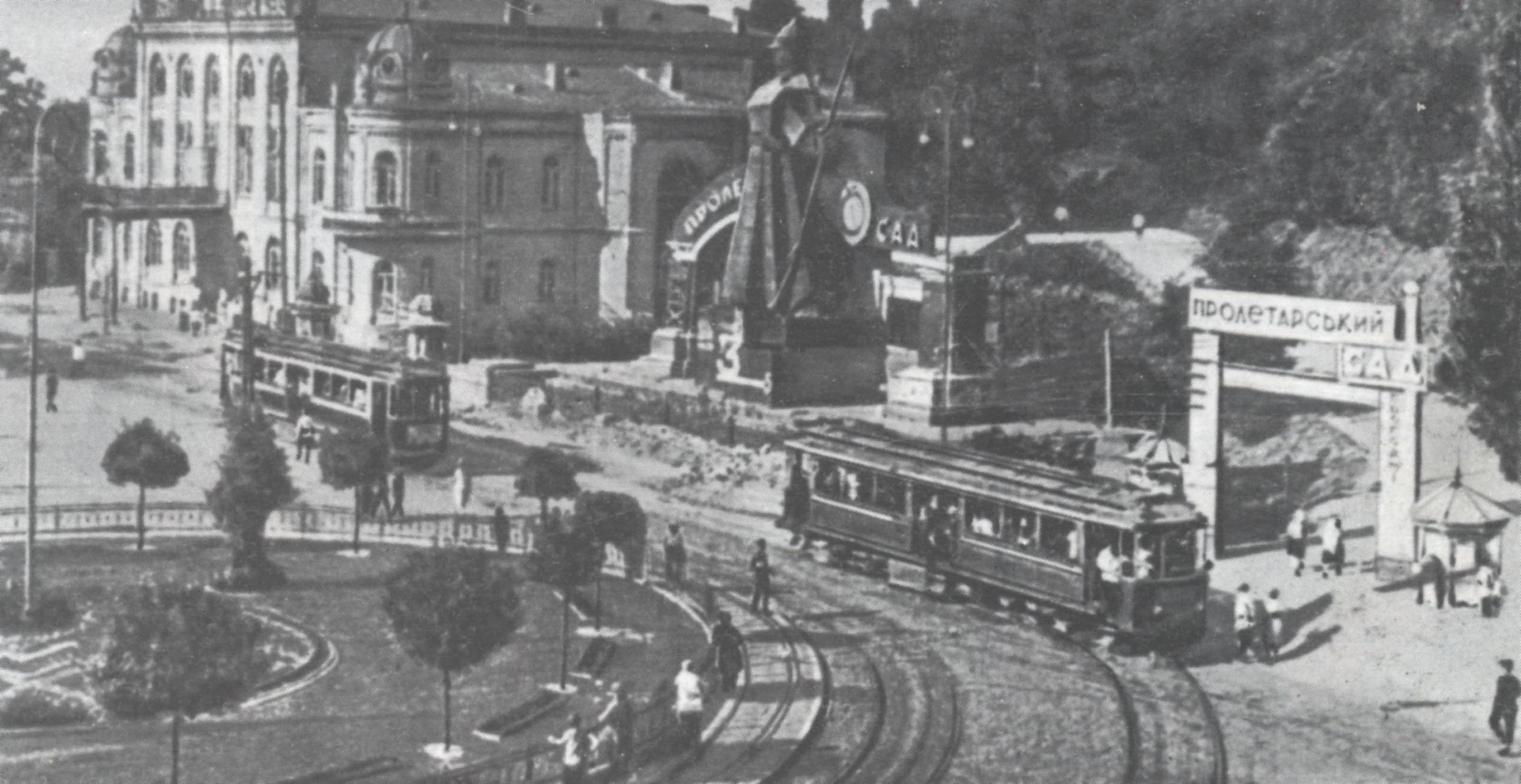
Пам'ятник «Червоноармійцю — захиснику народних мас» на площі III Інтернаціоналу
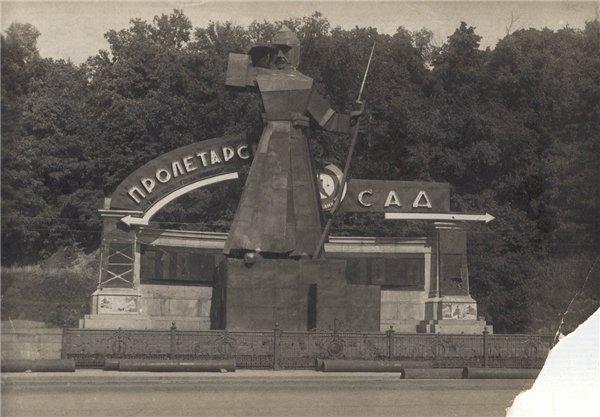
Пам'ятник «Червоноармійцю — захиснику народних мас» з оформленим постаментом біля входу до Пролетарського саду
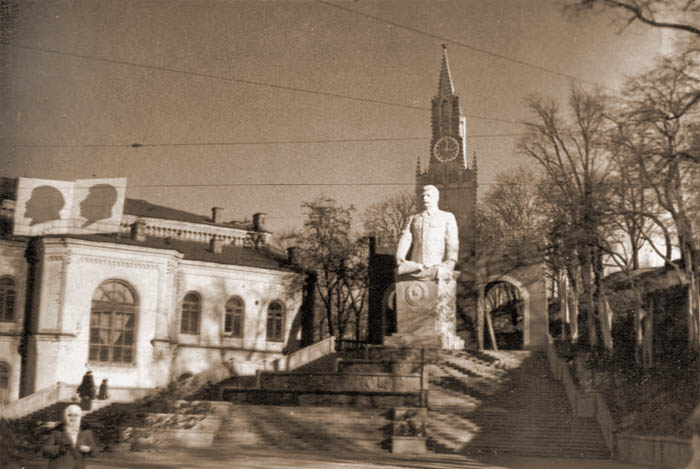
Післявоєнні роки: статуя Сталіна, встановлена біля місця пам'ятника Олександру II

## У Незалежній Україні

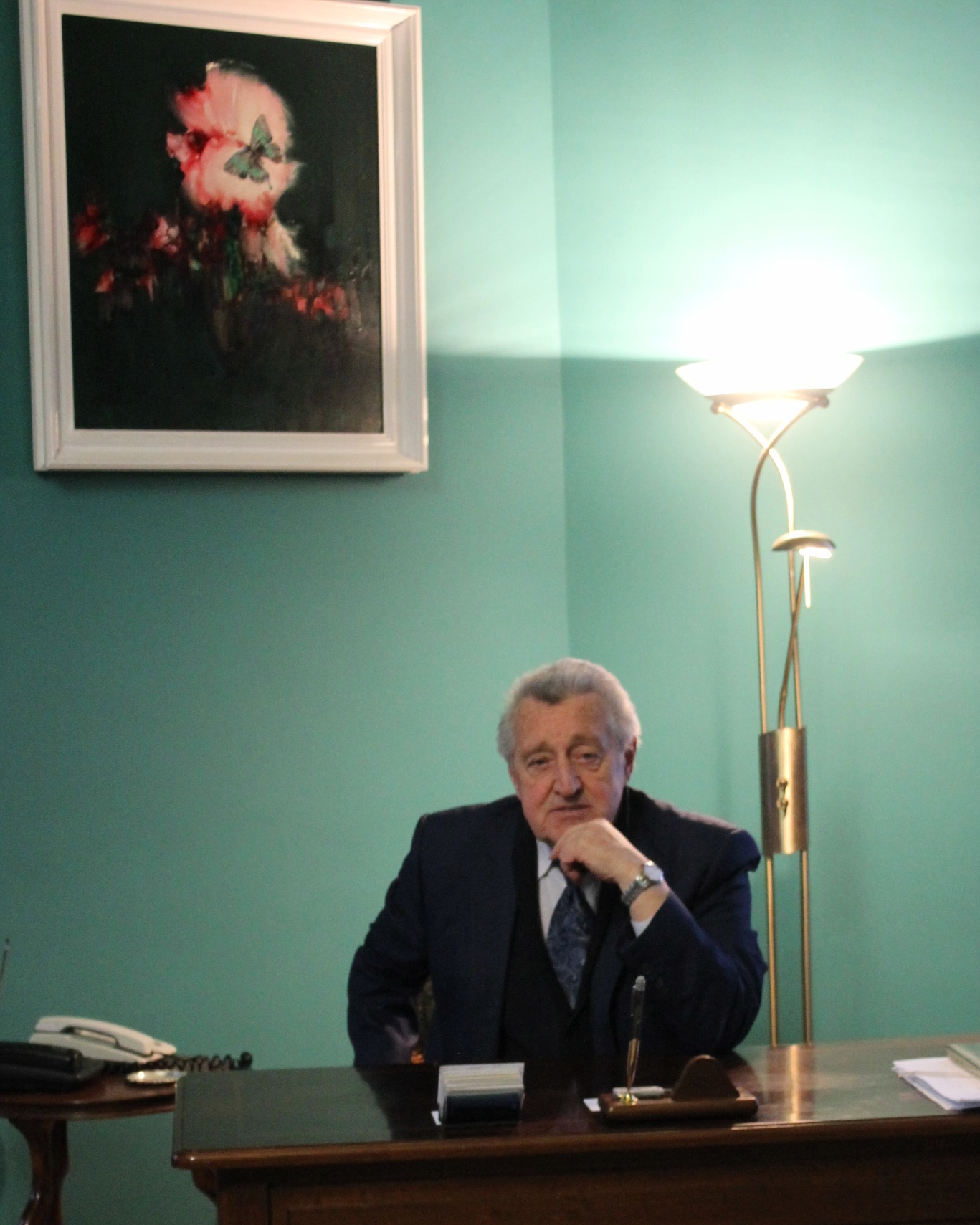
Художній керівник філармонії (з 1996) — В. Лукашев

У 1990-х роках Колонний зал імені Миколи Лисенка закрили на реставрацію й відкрили в грудні 1996 року. В ході реконструкції на балконі встановили орган, придбали нові роялі фірми Steinway, а також ряд оркестрових музичних інструментів фірми Yamaha (останні — на грант японського уряду).
У 1996 році створено Академічний симфонічний оркестр Національної філармонії України.
У творчому складі філармонії нараховується 19 народних, 32 заслужених артистів, 6 заслужених діячів мистецтв, 5 заслужених працівників культури України, багато лауреатів міжнародних та національних конкурсів, 11 художніх колективів.
Національна філармонія України нарівні з активною концертною діяльністю з метою широкої пропаганди вітчизняного і закордонного мистецтва класичної спадщини, відродження української національної культури постійно проводить міжнародні конкурси та фестивалі, бере участь у загальнодержавних і міжнародних художніх проєктах, презентаціях, творчих звітах, науково-практичних конференціях, виставках, мистецько-культурних і громадських акціях за участю керівників держави й уряду.

## Творчі колективи

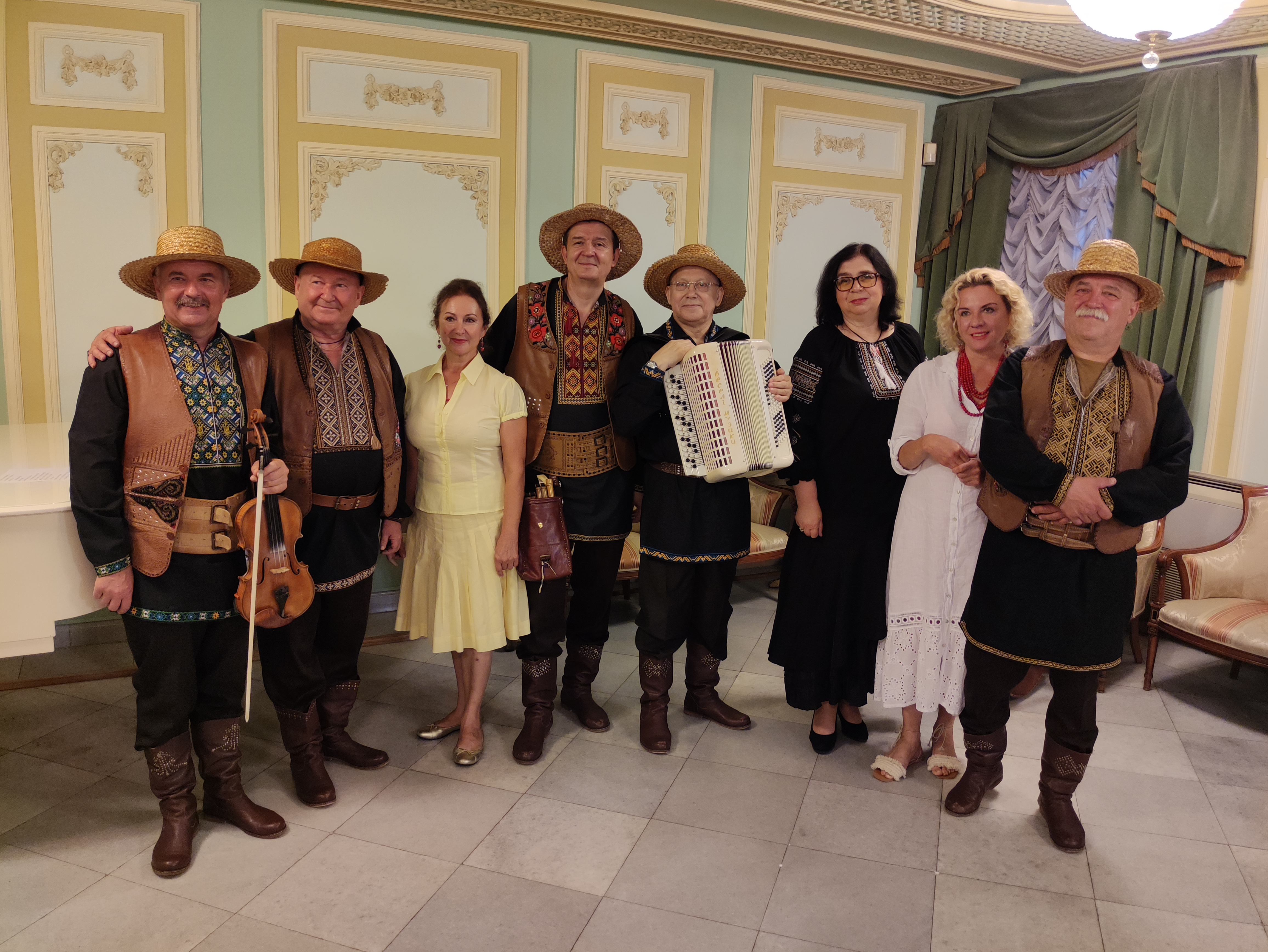
Учасники концерту «Музичне намисто України» в Музичному салоні Колонної зали імені Миколи Лисенка, Київ, червень 2022. Зліва направо: Валерій Голуб, Юрій Різоль, Людмила Ткач, Павло Бугар, Сергій Хитряков, Оксана Колодуб, Тетяна Школьна, Олександр Чух

- Академічний симфонічний оркестр Національної філармонії України
- Київський камерний оркестр

Камерні ансамблі
- Дует Германа Сафонова та Олени Строган
- Київський квартет саксофоністів
- Квартет гітаристів «Київ»
- Струнний квартет «Каприс-Класік»

Народні ансамблі
- Ансамбль «Веселі музики»
- Ансамбль «Рідні наспіви»
- Квартет баяністів імені М. І. Різоля
- Ансамбль «Дивограй»
- Квартет «Джерело»
- Тріо бандуристок «Українка»
- Ансамбль народного танцю «Терен»

## Солісти
- Матюшенко Валентина Володимирівна (з 2004) — українська оперна співачка-сопрано, заслужена артистка України.
- Табуліна Ольга Борисівна (з 2004) — українська оперна співачка (мецо-сопрано, контральто).
- Олійник Юрій Тимофійович — заслужений артист України[1].

- Волкова Аліна Іванівна — колишня українська оперна співачка (сопрано), народна артистка УРСР.

## Галерея
|                                                                           |  |  |
| Ювілейна монета НБУ, присвячена 150-річчю Національної філармонії України |  |  |

.

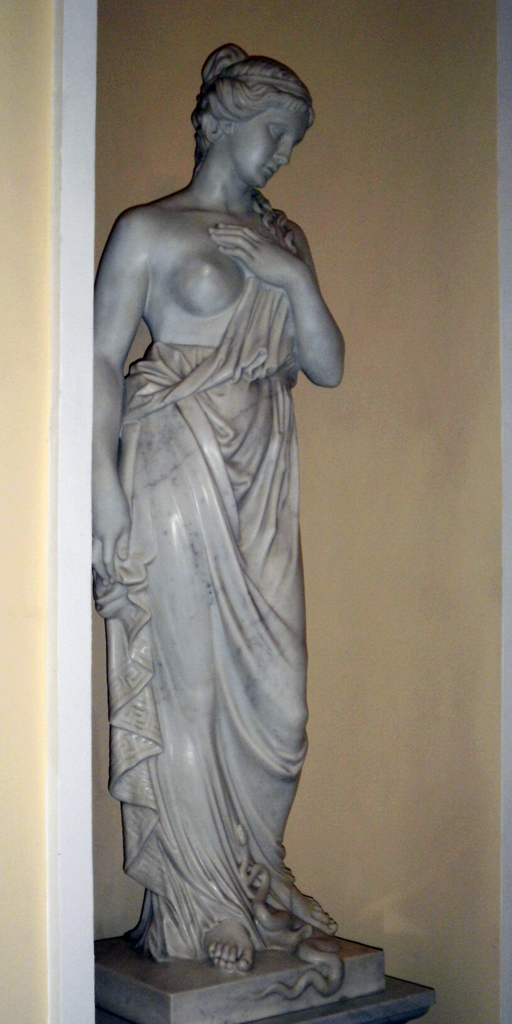
Жіноча фігура
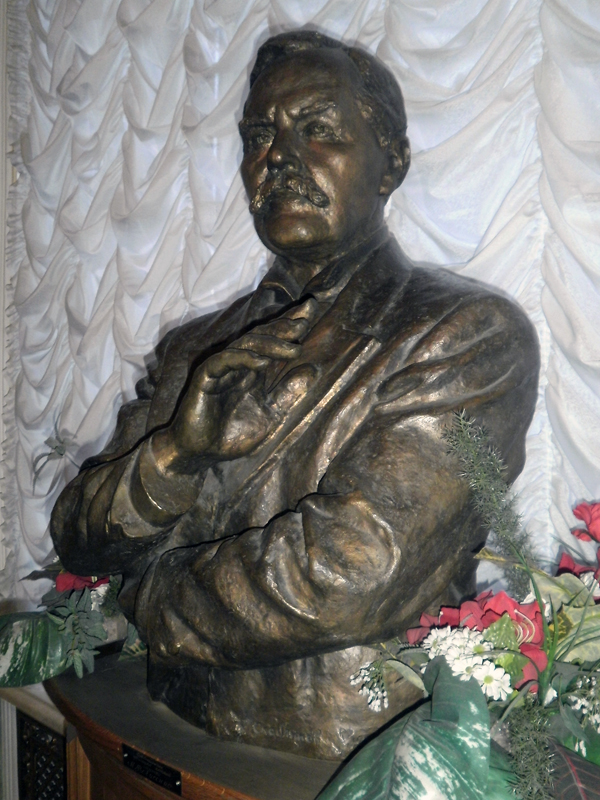
Бюст М. В. Лисенка
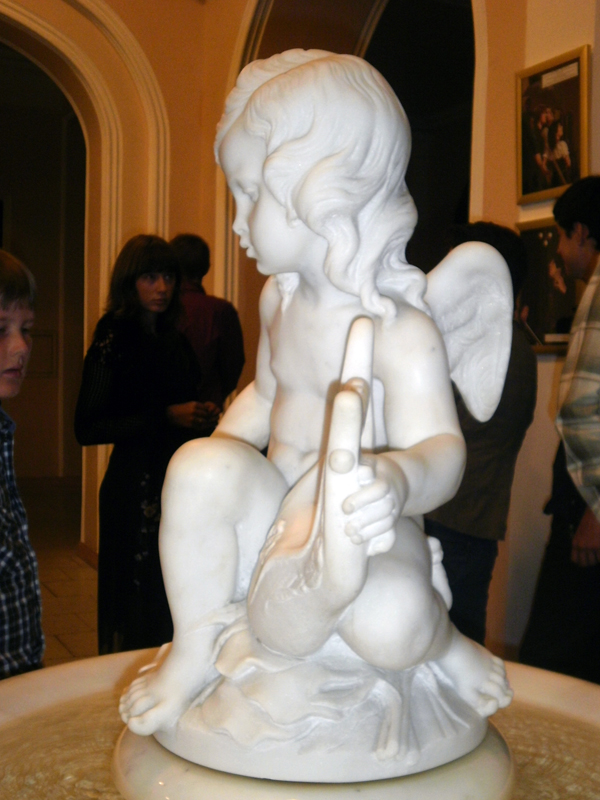
Фонтан
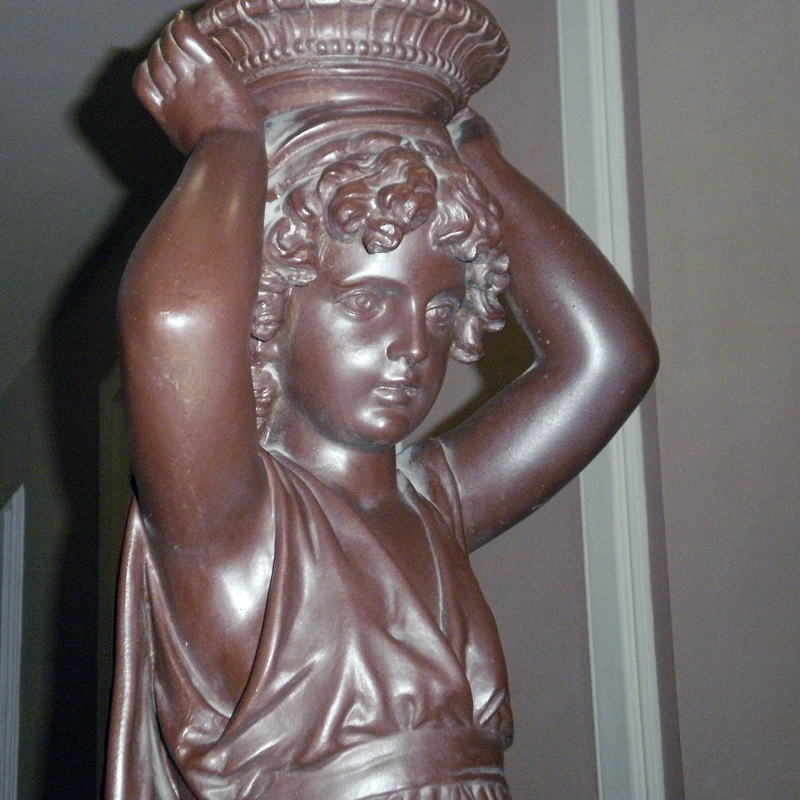
Світильник
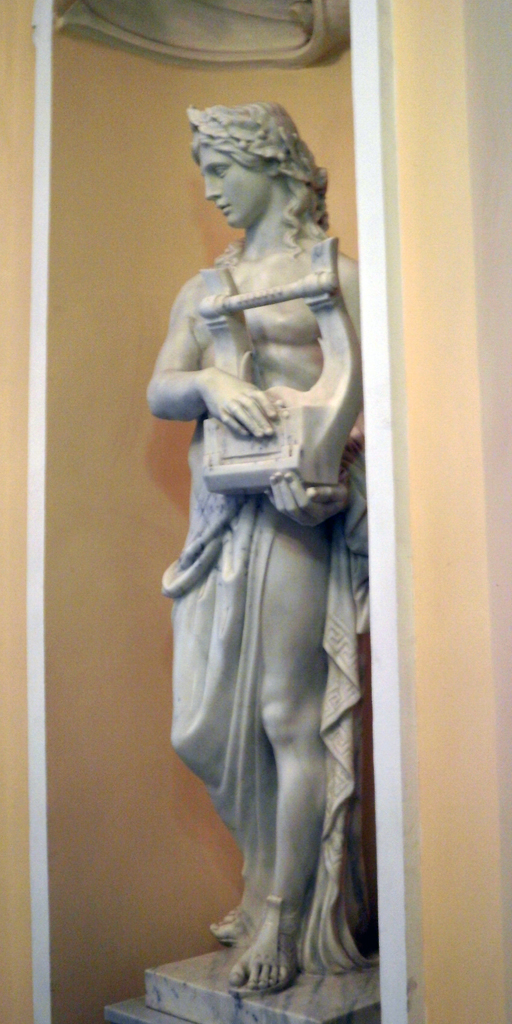
Чоловіча фігура